# Jon Lech Johansen
Jon Lech Johansen (18 de novembre de 1983, Harstad, Noruega) més conegut sota l'alies DVD Jon, és un programador noruec, fill de mare polonesa i pare noruec, co-responsable del desenvolupament del software DeCSS. És considerat com un dels furoners més importants per la seva participació en el procés d'aconseguir que l'accés a la informació sigui lliure. Per alguns és un heroi, per d'altres com la indústria dels drets d'autor, és un oponent.

## Biografia
De ben petit ja va tenir contacte amb els ordinadors. El 1998 instal·la per primera vegada RedHat 5.0 per GNU/Linux. Entre setembre i octubre de 1999 crea amb la col·laboració de dos programadors europeus el software DeCSS (Decrypt Content Scrambling System). Al gener de l'any 2000 va rebre el premi Karoline, el qual es dona a estudiants que tenen unes notes excel·lents i són notables en l'àmbit de l'art, la cultura o l'esport. Jon és un enginyer de software d'auto-formació, ja que deixa l'educació secundària per dedicar-li més temps al software DeCSS. El 2001 va publicar OpenJaz. A l'abril de 2002 va rebre el premi FEP Pioneer juntament amb tot l'equip que van desenvolupar el software DeCSS. Aquest mateix any el van portar a judici per desenvolupament de DeCCS, tot i que va ser declarat innocent de qualsevol comportament il·legal. Al novembre de 2003, Jon va publicar QTFairUse, un programa de codi obert que inverteix la producció d'un QuickTime Advanced Audio Coding (AAC) a un arxiu que passaria desapercebut a la gestió de drets digitals i que s'utilitza para xifrar el contingut de la música dels mitjans de comunicació de distribuïdors com iTunes Music Store, la botiga de música online d'Apple. L'any 2004 DVD Jon era un desenvolupador de VideoLAN, poc després llença un programa escrit en C# que elimina la protecció de còpia. Al juliol d'aquest mateix any, crea FairKeys, un programa que pot utilitzar les claus que necessita DeDRMS de la botiga iTunes Music. A l'any següent juntament amb dos programadors nord-americans, Travis Watkins and Cody Brocious crea PyMusique, que permet la descàrrega dels arxius comprats a la botiga iTunes sense el xifrat DRM. Això va ser possible, perquè el software d'Apple afegeix el DRM després d'haver descarregat l'arxiu. Aquí comença el malson d'Apple, el 22 de març publica una actualització que bloqueja l'ús de programa PyMusique. El mateix dia, una actualització d'aquest programa l'eludeix. Al setembre del mateix any, Johansen llença SharpMusique 1.0, a petició de Miguel de Icaza, una alternativa al programa per defecte d'iTunes. El programa permet als usuaris de Linux i Windows comprar cançons a la botiga de música d'iTunes sense protecció contra la còpia. A l'octubre de 2005 es trasllada a San Diego, i en poc temps, se'n va a San Francisco i s'uneix a Double Twist Ventures on aconsegueix oferir als mitjans de comunicació tenir la música i els vídeos per reproduir a l'iPod sense haver de firmar un contracte de distribució amb Apple. El 2008 llença Double Twist, el qual permet sincronitzar la música i els vídeos de qualsevol taxa de bits en un format que ho reprodueixi qualsevol dispositiu. Al juny del 2009 aconsegueix que anunciïn aquesta aplicació en una paret del Bay Area Rapid Transit District de San Francisco (BART) fora de l'Apple Store pocs dies abans de la WWDC 2009.

## Aportacions destacades
Les seves aportacions han estat totalment dirigides en el camp de l'accés d'informació lliure. Va adquirir el seu actual prestigi amb 15 anys quan va elaborar i distribuir el software DeCCS que desxifrava els codis dels DVD's. Això va permetre que els DVD's fossin copiats i reproduïts en qualsevol aparell. Les seves aportacions també han estat favorables en el sector de la música, l'OpenJaz, un conjunt de tècniques d'enginyeria inversa de controladors, ha permès el funcionament de la JazPiper MP3 i del reproductor de so digital sense els seus drivers per Linux, BeOS i Windows. En aquest mateix sentit, va anar un pas més enllà, desafiant Apple amb la música comprada d'iTunes. Aquí inicien una guerra d'actualitzacions i DVD Jon es converteix en el malson d'Apple. De fet, una mica més tard va tornar a vèncer a aquesta empresa amb l'arribada de l'iPhone, ja que va aconseguir activar-lo per utilitzar-lo com a reproductor multimèdia, i poder navegar amb connectivitat Wi-Fi sense emprar els serveis de l'operadora AT&T.

## Premis
- Gener del 2000 - Premi Karoline, donat als estudiants de secundària amb excel·lents qualificacions i èxits notables en l'esport, les arts o la cultura[1]
- Abril del 2002 - EFF Pioneer Award[2]